# پتر مارش
پتر مارش (چکی: Petr Mareš؛ زادهٔ ۱۷ ژانویهٔ ۱۹۹۱) بازیکن فوتبال اهل جمهوری چک است.
از باشگاه‌هایی که در آن بازی کرده‌است می‌توان به باشگاه فوتبال ویکتوریا ژیژکوف و باشگاه فوتبال اسلاویا پراگ اشاره کرد.
وی همچنین در تیم ملی فوتبال جمهوری چک بازی کرده‌است.